# Francesc Sanahuja i Padreny
Francesc Sanahuja i Padreny (Sarral, Conca de Barberà, 2 d'abril de 1837 - el Masnou, Maresme, 18 de febrer de 1897) va ser un notari català.
Com a notari va ser destinat a Tinéu (Astúries) i l'any 1861 al Pont d'Armentera (Alt Camp). Es va acabar establint al Masnou, on va exercir de notari del 1871 al 1897. Els seus protocols notarials es conserven a l'Arxiu Comarcal del Maresme i que és l'única sèrie de protocols amb els lloms dels volums il·lustrats. Al Masnou, també fou president de la junta del Casino del Masnou entre 1878 i 1897.
Es va casar el 15 de gener de 1863 a Valls amb Maria Francesca Dasca i Badia (Valls, 6 de maig de 1845 - el Masnou, 22 de setembre de 1892) i van tenir vuit fills. Un d'ells va ser Francesc Sanahuja i Dasca, corredor de borsa casat amb Eulàlia Matas, que va construir la casa modernista de Can Sanahuja del Masnou.